# Troy Hudson

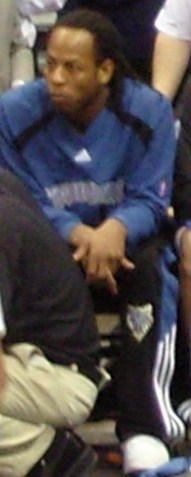
Troy Hudson

Troy Hudson (* 13. März 1976 in Carbondale, Illinois) ist ein ehemaliger US-amerikanischer Basketballspieler und Rapper. 2007 spielte er als Point Guard für das NBA-Team der Golden State Warriors und wurde am 28. Januar 2008 entlassen.

## Karriere als Basketballspieler
Troy Hudson spielte College Basketball an der University of Missouri und der Southern Illinois University. Er nahm am 1997er Draft teil, wurde jedoch nicht ausgewählt. Am 3. Oktober 1997 erhielt er einen Vertrag bei der Utah Jazz, die ihn jedoch nach nur 8 Spielen wieder entließ. Am 23. März 1999 unterzeichnete er den ersten von drei Verträgen mit den Los Angeles Clippers, für die er bis zum Ende der Saison 1999/00 spielte. Am 10. August 2000 wurde er als Free Agent von der Orlando Magic verpflichtet. In seiner zweiten Saison in Orlando hatte er mit durchschnittlich 11,7 Punkten seine bis dahin beste Saison. Am 26. August wechselt er wiederum als Free Agent zu den Minnesota Timberwolves, wo er in seiner ersten Saison in 79 Spielen mit durchschnittlich 14,2 Punkten und 5,7 Assists bis heute bestehende persönliche Bestwerte erzielte. In den Folgejahren konnte er, von Verletzungen gehandikapt, seine Leistungen nicht wiederholen. Am 3. August 2007 lösten die Timberwolves den Vertrag mit Hudson gegen Zahlung einer Abfindung auf. Am 24. September 2007 wurde er von den Golden State Warriors als Free Agent verpflichtet, zu Beginn der 2007/08er Saison aber nur selten eingesetzt und am 28. Januar 2008 entlassen.

## Karriere als Rapper
Neben seiner Tätigkeit als Basketballspieler betätigt sich Hudson unter seinem Spitznamen T-Hud auch als Rapper. Er hat etwa 800 Songs aufgenommen und ein Album veröffentlicht. Der Albumtitel "Undrafted" spielt auf die Nichtberücksichtigung beim 1997er Draft an. Das Album wurde am 22. Mai 2007 bei Gracie Records veröffentlicht, verkaufte sich jedoch sehr schlecht. Angeblich sollen nur 78 CDs verkauft wurden sein.

## Einzelnachweis
1. ↑  Bericht über "Undrafted" bei Wolfes Watch (Memento des Originals vom 12. Februar 2008 im Internet Archive)  Info: Der Archivlink wurde automatisch eingesetzt und noch nicht geprüft. Bitte prüfe Original- und Archivlink gemäß Anleitung und entferne dann diesen Hinweis.